# Gare centrale de Klagenfurt
La gare centrale de Klagenfurt, en abrégé Klagenfurt Hbf, est la plus grande gare de la ville de Klagenfurt am Wörthersee en Carinthie. Elle compte jusqu'à 190 trains par jour et est parmi les nœuds ferroviaires les plus importants du sud de l'Autriche.

## Histoire
La Société des chemins de fer du sud ouvre la gare de Klagenfurt dans l'ancienne commune de St. Ruprecht. Elle est ouverte le 1er avril 1863 en même temps que la ligne reliant Marbourg (de) (Ligne de la vallée de la Drau (de)), dont le prolongement jusqu'à Villach est ouvert le 1er juin 1864,.
Klagenfurt doit alors devenir le centre des chemins de fer en Carinthie, mais les édiles de l'époque de Klagenfurt s'y sont opposés, si bien qu'aujourd'hui, la gare centrale de Villach occupe cette position. C'est au plus tard en 1914 que la gare reçoit le nom de gare centrale
L'incorporation de St. Ruprecht à Klagenfurt en 1938 fait entrer la gare dans le territoire de la ville. Pendant la Seconde Guerre mondiale, le bâtiment d'accueil est tellement endommagé qu'il est démoli et un nouveau bâtiment d'accueil est construit en 1948. Le hall principal est conçu par Giselbert Hoke (de). En 1950, il remporte son premier concours, à savoir la conception des fresques murales du hall, entre-temps classées monuments historiques, chacune mesurant 22 mètres de large et 5 mètres de haut. Le « mur des plaignants » côté Est et le « mur des accusés » côté Ouest présentent un langage formel inspiré de Pablo Picasso. À l'époque, la population de Klagenfurt n'était pas très attirée par l'art moderne et des protestations ont eu lieu après l'achèvement des fresques en 1956. L'œuvre d'art a toutefois été conservée.
En 1959, trois postes d'aiguillage électromécaniques de type EM 55, un poste de commande et deux postes de garde, sont mis en service,,.
Entre 2000 et 2005, la gare est modernisée dans le cadre de l'offensive des gares : en 2000, le bâtiment d'accueil est transformé selon les plans de l'architecte Klaus Kada (de). En novembre 2001, les postes d'aiguillage électromécaniques sont remplacés par un poste d'aiguillage électronique et les postes de garde sont démantelés,,,.
En septembre 2007, la télécommande du poste d'aiguillage de Grafenstein est mis en service depuis le poste d'aiguillage de la gare centrale de Klagenfurt. Le 19 juillet 2012, la centrale d'exploitation de Villach prend en charge la télécommande des deux postes d'aiguillage,

## Structure

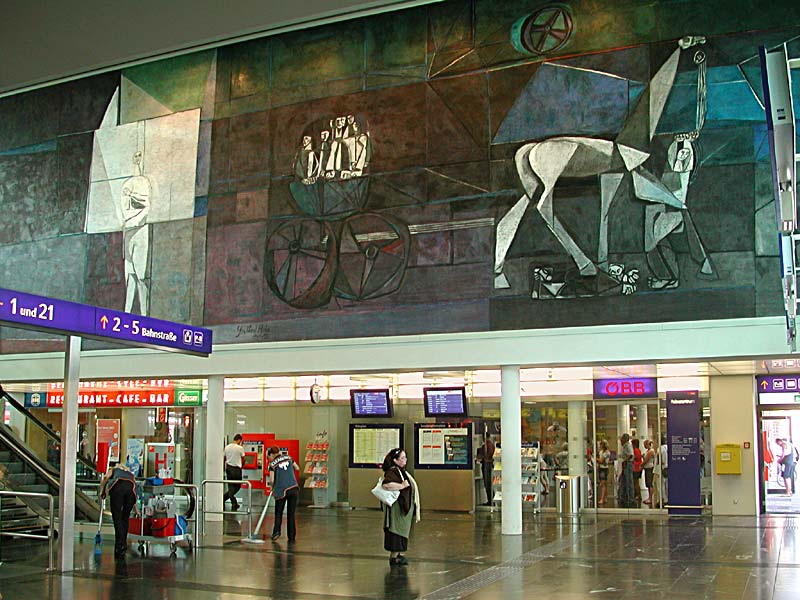
Peinture de Hoke - côté ouest

Il y a six voies à quai dans la gare : La voie 1 se trouve sur le quai intérieur, sur lequel se trouve encore la voie tronconique 21 du côté Est. Entre les voies 2 et 3 ainsi que 4 et 5 se trouve respectivement un quai central. Le bâtiment d'accueil est structuré en deux niveaux. Au rez-de-chaussée se trouve la salle d'attente. Un escalier et deux escaliers roulants mènent au premier étage avec le passage vers les quais 2 à 5 et une liaison vers le quartier de St. Ruprecht.